# Modest Męciński
Modest Męciński, za granicą znany jako Modest Menzinsky, ukr. Модест Менцинський (ur. 29 kwietnia 1875 w Nowosiółkach, zm. 11 grudnia 1935 w Sztokholmie) – ukraiński śpiewak operowy, tenor.

## Życiorys
Był synem prawosławnego księdza Omeliana Męcińskiego. Uczęszczał do gimnazjów w Drohobyczu i Samborze, następnie podjął studia w seminarium duchownym we Lwowie, których jednak nie ukończył. Śpiewu uczył się we Lwowie u Walerego Wysockiego, od 1899 do 1903 roku studiował natomiast we Frankfurcie nad Menem u Juliusa Stockhausena. Jeszcze w trakcie studiów w 1901 roku zadebiutował na scenie rolą Lionela w Marcie Friedricha von Flotowa. Od 1903 roku przez dwa sezony śpiewał w Operze Lwowskiej, gdzie kreował role Lohengrina w Lohengrinie, Maksa w Wolnym strzelcu i Jontka w Halce. Od 1905 roku był solistą Opery Królewskiej w Sztokholmie. Gościnnie występował w Covent Garden Theatre w Londynie i Operze Wiedeńskiej. W sezonie 1900–1909 ponownie śpiewał we Lwowie, gdzie kreował tytułową rolę w operze Ludomira Różyckiego Bolesław Śmiały. W latach 1910–1926 był członkiem zespołu opery w Kolonii. W 1926 roku osiadł w Sztokholmie, gdzie nauczał śpiewu.
Do jego popisowych ról należały tytułowe partie w Tannhäuserze, Zygfrydzie i Fauście, Radames w Aidzie, Eleazar w Żydówce, Canio w Pajacach.